# Enriqueta Basilio
Norma Enriqueta Basilio Sotelo, communément appelée Enriqueta Basilio ou Queta Basilio, née le 15 juillet 1948 à Mexicali (Basse Californie) et morte le 26 octobre 2019 à Mexico, est une athlète et femme politique mexicaine.
Elle est notamment connue pour avoir été la première femme de l'histoire à être la dernière relayeuse de la torche olympique et à allumer la vasque olympique, lors de la cérémonie d’ouverture des Jeux de Mexico.

## Biographie

### Carrière sportive

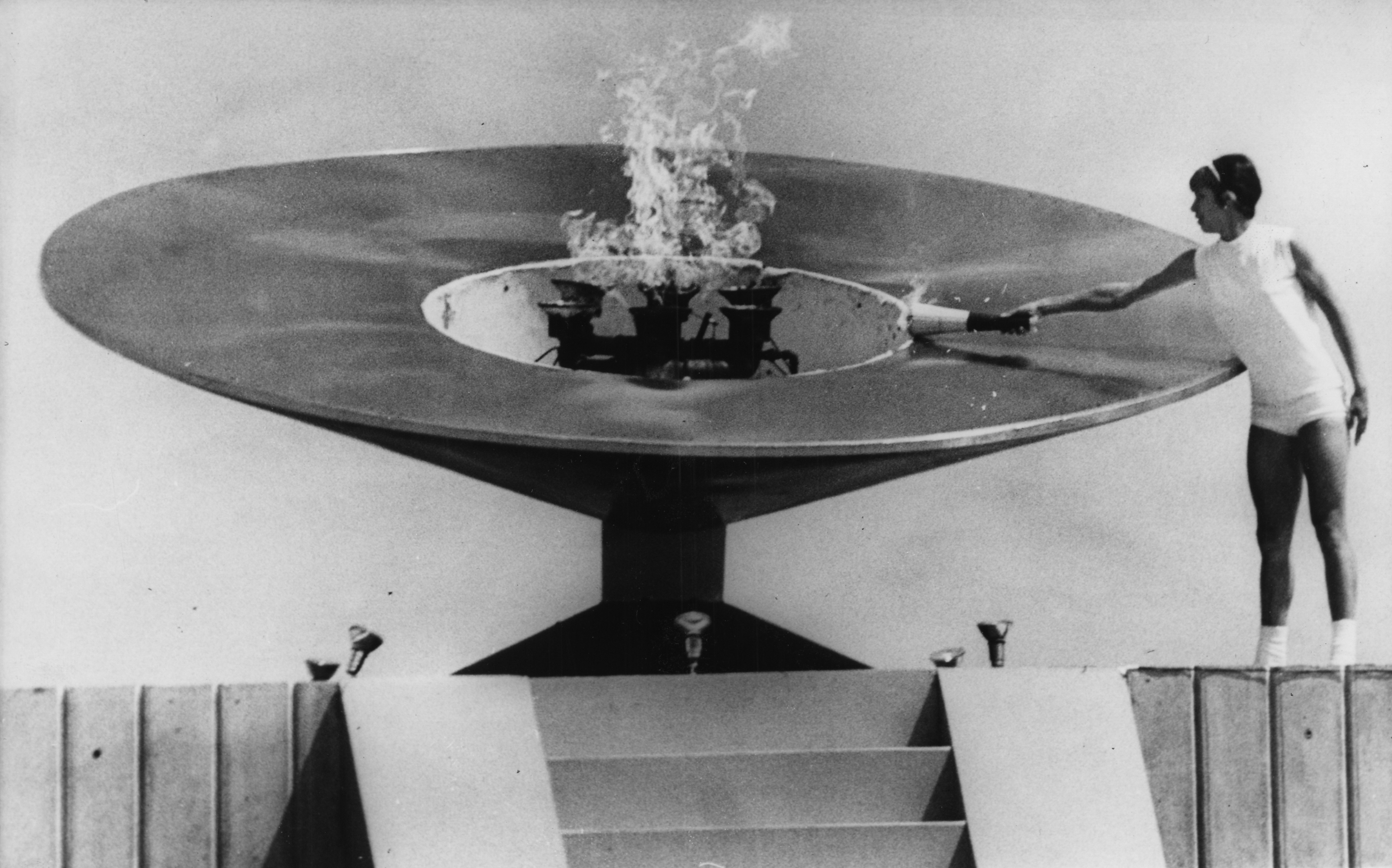
Enriqueta Basilio allumant la vasque olympique à Mexico en 1968.

Championne nationale d'athlétisme en 80 mètres haies, Enriqueta Basilio parvient à être connue comme étant la meilleure athlète féminine mexicaine de son époque. Aux Jeux panaméricains de 1967 à Winnipeg, elle se classe 7e de la finale du 80 mètres haies.
Elle participe aux Jeux olympiques de 1968 à Mexico. Dernière relayeuse de la torche olympique, elle allume la vasque lors de la cérémonie d'ouverture le 12 octobre 1968, devenant la première femme à obtenir ce privilège,,. Durant ces Jeux, elle participe aux épreuves de 80 mètres haies, de 400 mètres et du relais 4 × 100 mètres, où elle est à chaque fois éliminée dès la première course de qualifications.

### Après l'arrêt de sa carrière sportive
Le 25 février 2008, Enriqueta Basilio reçoit la médaille olympique guatémaltèque attribuée par le Comité olympique guatémaltèque « en reconnaissance de son parcours comme sportive et dirigeante ».
Elle est membre permanente du Comité olympique mexicain. « Sportive exemplaire par son attitude générale tout au long de sa carrière sportive, marquée par un évident et constant esprit sportif », elle est également nommée par le Club Tenochtitlan de Mexico pour recevoir le Prix national et international Juego Limpio 2007, promu par le Comité olympique mexicain et le Comité international pour le fair play. 
En 2004 à Mexico, elle porte la torche olympique à Mexico dans le cadre du relais mondial de la flamme jusqu’à Athènes.
Enriqueta Basilio est l'organisatrice du Recorrido del Fuego Simbólico por la Paz y el Deporte, événement qui, année après année, propose une course à travers le pays, pour commémorer les Jeux olympiques du Mexique de 1968.
À la suite des élections fédérales de 2000, elle est élue députée fédérale pour le Parti révolutionnaire institutionnel, mandat qu'elle effectue jusqu'en 2003.

## Hommage
Le satellite de l'astéroïde troyen de Jupiter (3548) Eurybate a été nommé Queta en son honneur.